# Monosomie
Monosomie is een erfelijke afwijking waarbij een van de 46 chromosomen van de mens ontbreekt.
Monosomie leidt vrijwel altijd tot een miskraam.

## Syndroom van Turner
Monosomie van het X-chromosoom is wél met het leven verenigbaar. De baby is altijd een meisje, haar karyotype is dan 45,X. Dit syndroom heet het Turnersyndroom.

## Partiële monosomie en mozaïekmonosomie
Als er sprake is van een partiële monosomie of mozaïekmonosomie (mozaïcisme), dan zijn er wel overlevingskansen. Een partiële monosomie staat gelijk aan een deletie, slechts een deel van één chromosoom ontbreekt. Bij een mozaïekmonosomie ontbreekt niet in iedere cel één chromosoom, maar slechts in een aantal daarvan.